# アルフレト・スフリューデル
アルフレト・スフリューデル（Alfred Schreuder、オランダ語発音: [ˈɑlfrət ˈsxrøːdər]、1972年11月2日 - ）は、オランダ・ヘルダーラント州バルネフェルト出身の元サッカー選手、サッカー指導者。現役時代のポジションはMF。
姓の"Schreuder"は、「スロイデル」や「シュローダー」などメディアによって表記が異なる。現役時代は主にRKCヴァールヴァイクとNACブレダでプレーし、指導者としてはFCトゥウェンテやTSG1899ホッフェンハイムなどを指揮した。

## クラブ経歴
SDVバルネフェルトとフェイエノールトの下部組織出身。1987年、兄のディックと共にPSVの入団セレクションを受験した。兄ディックが合格し、入団できたがアルフレトは不合格だった。1990年にフェイエノールトの下部組織に加入し、2年間のプロ契約を結ぶことができた。この時、兄のディックもフェイエノールトとプロ契約を交わそうとしたが、怪我のためこの話はまとまらなかった。1992年4月、FCフローニンゲンとのリーグ戦でトップチームデビューを飾った。しかし、それ以降は出番を貰えなかったことで、1993年、RKCに移籍した。
RKCでは1997年まで、後に移籍したNACブレダには2003年までプレーした。1998-99シーズン、NACは2部のエールステ・ディヴィジに降格した。しかし、スフリューデルの活躍もあり、翌1999-00シーズンに2部優勝を果たして1シーズンでの1部復帰を決めた。2003-04シーズン、フェイエノールトに復帰し、翌シーズンはRKCでプレー。。2005-06シーズンに再度フェイエノールトに復帰したが、自身の病気と娘の死による精神面での苦痛から全くボールを蹴ることができなかった。また、この時に足首の手術を受けている。
2007-08シーズン、FCトゥウェンテに移籍したが、シーズン3試合の出場に留まった。シーズン終了後、プロサッカー選手としてのキャリアを終了させた。しかし、サッカー自体は継続させ、2008年から兄ディックが監督を務める地元のアマチュアクラブ"SDVバルネフェルト"でアマチュア選手としてプレーを続けた。選手としてプレーしながら同時にトゥウェンテにてサッカー指導者の勉強を始めた。2008-09シーズン、SBVフィテッセにて無給という条件の下現役に復帰したが、シーズン終了後に再度現役を引退した。

## 指導者経歴
2009年1月、SBVフィテッセの監督テオ・ボスの下でアシスタントコーチとして指導者キャリアをスタートさせた。2009年の夏、FCトゥウェンテに戻り、スティーブ・マクラーレンのアシスタントコーチとして3年契約を結んだ。マクラーレン率いるトゥウェンテはこの2009-10シーズン、オランダサッカー史上類を見ない快挙でエールディヴィジ優勝を果たした。しかし、マクラーレンはステップアップのため、クラブを去った。後任にはミシェル・プロドームが据えられ、スフリューデルはその手腕を評価され契約を2014年6月まで延長した。2012年にはベルト・ファン・マルワイクともにオランダ代表入りが報じられたが、オランダ代表にはルイス・ファン・ハールが選択されたため、この話は立ち消えた。2012-13シーズン、再度マクラーレンが監督に復帰した。2013年2月23日、マクラーレンが成績不振によって解任されると、スフリューデルが暫定監督に就任した。しかし、スフリューデルはUEFAプロライセンスを保持していなかったので、2013年5月にミシェル・ヤンセンが監督に就任した。なお、スフリューデルは1年後にUEFAプロライセンスを取得した。そして2014-15シーズン、ヤンセンの後任という形でトゥウェンテの監督に選出された。しかし、翌2015-16シーズン、開幕から4試合でわずか勝ち点1という散々な結果に終わり解任された。
2015年10月26日、TSG1899ホッフェンハイムにて監督を務めるフーブ・ステフェンスのアシスタントコーチとしてホッフェンハイムに入った。2016年2月10日にステフェンスが解任されると、後任のユリアン・ナーゲルスマンのアシスタントコーチになった。
2018年1月5日、アヤックス・アムステルダムはエリック・テン・ハフのアシスタントコーチにスフリューデルを置くことを発表した。
2019年3月、同年7月からナーゲルスマンの後釜としてホッフェンハイムの監督に就任することが決まった。しかし、開幕から大苦戦を余儀なくされた。ケレム・デミルバイやニコ・シュルツが退団した影響は大きく、開幕6試合でわずか1勝。バイエルンを破った第7節からはある程度立て直したものの、2020年6月9日に解任された。
2020年8月21日、FCバルセロナにロナルド・クーマンと共にアシスタントコーチとして加入した。
2022年1月3日、クラブ・ブルッヘの新監督に就任した。
2023年5月24日、アル・アインFCの監督に就任した。

## 人物
既婚者。妻との間に1男3女がいる。娘の1人"アヌーク"は2006年に脳腫瘍で他界している。

## 監督成績
2023年1月26日現在
| チーム              | 国           | 就任          | 退任          | 成績 | 成績 | 成績 | 成績 | 成績 | 成績 | 成績 | 成績   | 脚注   |
| チーム              | 国           | 就任          | 退任          | 試   | 勝   | 分   | 敗   | 得   | 失   | 差   | 勝率   | 脚注   |
| ------------------- | ------------ | ------------- | ------------- | ---- | ---- | ---- | ---- | ---- | ---- | ---- | ------ | ------ |
| トゥウェンテ (暫定) | オランダの旗 | 2013年2月26日 | 2013年4月1日  | 4    | 1    | 1    | 2    | 4    | 4    | +0   | 025.00 | [ 13 ] |
| トゥウェンテ        | オランダの旗 | 2014年7月1日  | 2015年8月30日 | 45   | 16   | 15   | 14   | 71   | 65   | +6   | 035.56 | [ 13 ] |
| ホッフェンハイム    | ドイツの旗   | 2019年7月1日  | 2020年6月9日  | 33   | 13   | 8    | 12   | 50   | 57   | −7   | 039.39 | [ 14 ] |
| クラブ・ブルッヘ    | ベルギーの旗 | 2022年1月3日  | 2022年5月23日 | 21   | 15   | 4    | 2    | 40   | 14   | +26  | 071.43 |        |
| アヤックス          | オランダの旗 | 2022年5月24日 | 2023年1月26日 | 26   | 12   | 7    | 7    | 63   | 41   | +22  | 046.15 |        |
| 合計                | 合計         | 合計          | 合計          | 129  | 57   | 35   | 37   | 228  | 181  | +47  | 044.19 |        |

## タイトル

### 選手時代
フェイエノールト
- ヨハン・クライフ・スハール : 1回 (1991)
- KNVBカップ : 1回 (1991-92)
- エールディヴィジ : 1回 (1992-93)

 NACブレダ
- エールステ・ディヴィジ : 1回 (1999-00)